# Meridiano 146 oeste
El meridiano 146 oeste de Greenwich es una línea de longitud que se extiende desde el Polo Norte atravesando el océano Ártico, América del Norte, el océano Pacífico, el océano Antártico y la Antártida hasta el Polo Sur.
El meridiano 146 oeste forma un gran círculo con el meridiano 34 este.
Comenzando en el Polo Norte y dirigiéndose hacia el Polo Sur, el meridiano 146 oeste pasa a través de:
| Coordenadas                         | País, territorio o mar | Notas                                                           |
| ----------------------------------- | ---------------------- | --------------------------------------------------------------- |
| 90°0′N 146°0′O / 90.000, -146.000   | Océano Ártico          |                                                                 |
| 72°56′N 146°0′O / 72.933, -146.000  | Mar de Beaufort        |                                                                 |
| 70°12′N 146°0′O / 70.200, -146.000  | Estados Unidos         | Flaxman Island, la parte continental y Hawkins Island, Alaska   |
| 60°30′N 146°0′O / 60.500, -146.000  | Océano Pacífico        | Pasa justo al este de Isla Hinchinbrook, Alaska, Estados Unidos |
| 14°23′S 146°0′O / -14.383, -146.000 | Polinesia Francesa     | Atolón Manihi                                                   |
| 14°27′S 146°0′O / -14.450, -146.000 | Océano Pacífico        | Pasa justo al este del atolón Apataki, Polinesia Francesa       |
| 15°48′S 146°0′O / -15.800, -146.000 | Polinesia Francesa     | Atolón Toau                                                     |
| 16°0′S 146°0′O / -16.000, -146.000  | Océano Pacífico        | Pasa justo al oeste del atolón Fakarava, Polinesia Francesa     |
| 60°0′S 146°0′O / -60.000, -146.000  | Océano Antártico       |                                                                 |
| 75°38′S 146°0′O / -75.633, -146.000 | Antártida              | Territorio no reclamado                                         |